# Władysław Żukowski
Władysław Żukowski herbu Prus III (ur. 22 października 1860 w Bogdanówce, zm. 12 września 1916 w Piotrogrodzie) – polski polityk, przemysłowiec i ekonomista.

## Życiorys
Urodził się 22 października 1860 w Bogdanówce (pow. krzemieniecki) na Wołyniu. Był synem Władysława. W 1878 ukończył gimnazjum w Niemirowie. Po ukończeniu wydziału matematycznego Cesarskiego Uniwersytetu Warszawskiego i Instytutu Górniczego w Piotrogrodzie, w 1887 rozpoczął działalność zawodową. W latach 1895–1901 był dyrektorem Briańskich Zakładów Mechanicznych. Był od 1900 roku stałym przedstawicielem Rady Zjazdu Przemysłowców Górniczych Królestwa Polskiego i wiceprezesem w Radzie Zjazdów Przedstawicieli Przemysłu i Handlu w Petersburgu. Piastował stanowisko dyrektora II Piotrogrodzkiego Towarzystwa Ubezpieczeń, a także był członkiem zarządu Banku Azowsko-Dońskiego. Publikował artykuły ekonomiczne w piotrogrodzkim Kraju, a w latach 1887–1895 był członkiem redakcji. Był posłem do III Dumy Imperium Rosyjskiego z guberni piotrkowskiej w latach 1907–1912, politykiem narodowym. W swoich poglądach opowiadał się za protekcjonizmem, rzecznik porozumienia polsko-rosyjskiego.
W odpowiedzi na deklarację wodza naczelnego wojsk rosyjskich wielkiego księcia Mikołaja Mikołajewicza Romanowa z 14 sierpnia 1914 roku, podpisał telegram dziękczynny, głoszący m.in., że krew synów Polski, przelana łącznie z krwią synów Rosyi w walce ze wspólnym wrogiem, stanie się największą rękojmią nowego życia w pokoju i przyjaźni dwóch narodów słowiańskich. Od sierpnia 1914 działał w ramach Polskiego Towarzystwa Pomocy Ofiarom Wojny, od 1 września do śmierci będąc jego prezesem. Od 1915 był członkiem Centralnego Komitetu Obywatelskiego Królestwa Polskiego w Rosji.
Owocem jego działalności naukowej były wydane prace:
- Bilans handlowy Królestwa Polskiego
- Dochody i wydatki państwowe w Królestwie Polskiem

Zmarł w 1916 w Piotrogrodzie. Został pochowany na cmentarzu Powązkowskim w Warszawie (kwatera 190-1-28).
Jego córka Jadwiga (1901-1993), została żoną Kazimierza Sosnkowskiego.